# 노전 (고려 인물)
고려의 공신으로 본관은 광주이다

## 생애
1010년 거란이 고려를 침공하면서 제2차여요전쟁이 일어나자 행영도통판관으로 써 강조 휘하에 종군하여 통주 전투에 참가했다가 포로로 붙잡혔으며 마수와 함께 통주성에 파견되었다가 최질과 홍숙에게 붙잡혔다

## 노전이 등장하는 작품
- 《고려거란전쟁》(KBS, 2023년~2024년, 배우:김태한